# Gang (Garnmaß)
Gang war ein Zählmaß in der Textilindustrie und wurde zur Bezeichnung der Feinheit von Garnen verwendet. Verbreitet war das Maß in Webereien in Österreich und Böhmen. Dieses Maß für die Bestimmung der Garnfeinheit kann unter heutiger Sicht nur als grobe Unterteilung gesehen werden.
Gezählt wurden die Kettfäden in der Breite einer Elle. Je mehr Kettfäden desto feiner das Garn. Beispielsweise bedeutet „40-gängig“ 1600 Kettfäden.
In der Handwebereitechnik ist der Gang die Anzahl an Kettfäden, die bei einer vollen Hin- und Rückdrehung des Scherrahmens geschärt oder gezettelt werden. Ihre Anzahl ist nicht von einem bestimmten Breitenmaß abhängig.

## Verarbeitungsbeispiele
- 12–16 gängiges Hanfgarn  zu Dochten, Gurten, Bindfaden und Sackleinen
- 13–20 gängiges Garn zu grober Leinwand
- 16–30 gängiges Flachsgarn zu Leinwand
- 30–60 gängiges Garn zu mittelfeiner Leinwand
- 80–200 gängiges Garn zu feiner Leinwand und Batist
- 28–40 gängiges Garn zu einfachem Zwirn, d. h. hochwertigem Gewebe aus  gezwirnten Kett- und Schussfäden
- 40–70 gängiges Garn zu mittelfeinem Zwirn
- 120 gängiges Garn zu Batistzwirn
- 140–200 gängiges Garn zu Spitzenzwirn